# Parandra frenchi
Parandra frenchi är en skalbaggsart som beskrevs av Blackburn 1895. Parandra frenchi ingår i släktet Parandra och familjen långhorningar. Inga underarter finns listade i Catalogue of Life.